# Tom Reed (Politiker)

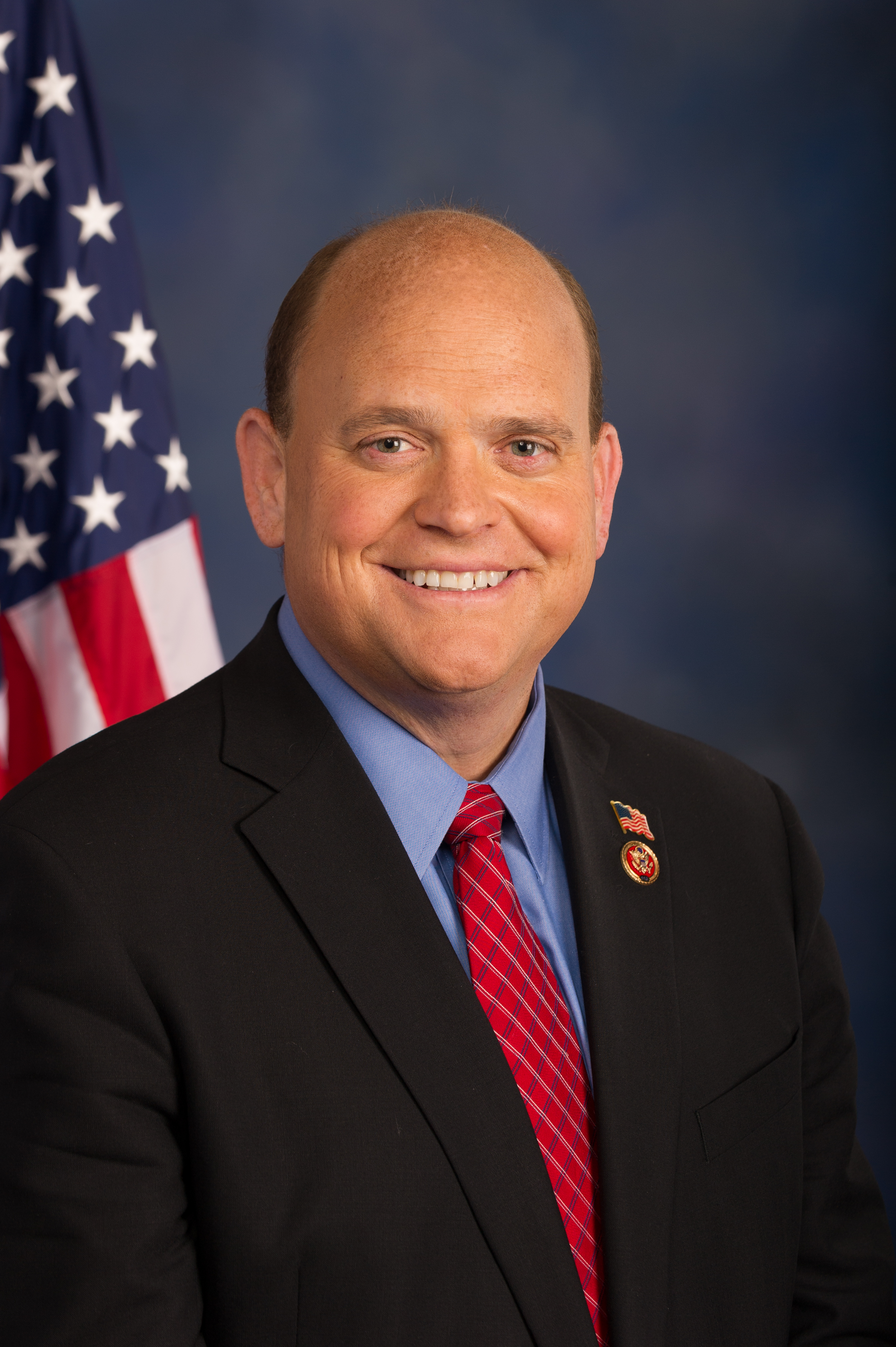
Tom Reed (2013)

Thomas W. „Tom“ Reed II. (* 18. November 1971 in Joliet, Illinois) ist ein US-amerikanischer Politiker der Republikanischen Partei. Von 2010 bis 2022 war er Mitglied des Repräsentantenhauses der Vereinigten Staaten für den 29. bzw. den 23. Kongressdistrikt des Bundesstaates New York.

## Biografie
Reed wurde als jüngstes von zwölf Kindern eines Army-Offiziers in Joliet geboren. Er wuchs in Corning auf. Sein Vater starb, als er zwei Jahre alt war; seine Mutter zog die Kinder allein auf. Nach dem High-School-Abschluss 1989 ging er an die Alfred University, wo er seinen Bachelor erhielt. Nach einem Jurastudium an der Ohio Northern University und seiner im Jahr 1996 erfolgten Zulassung als Rechtsanwalt begann er im Jahr 1999 in Corning in seinem neuen Beruf zu praktizieren. Während seiner Studienzeit war Reed ein erfolgreicher Schwimmer. Reed war als Rechtsanwalt unter anderem auch in der Immobilienbranche tätig. Von 2008 bis 2010 war er Bürgermeister von Corning.
Im November 2010 wurde Reed in einer Nachwahl als Nachfolger des zurückgetretenen Eric Massa ins Repräsentantenhaus gewählt. Er setzte sich mit 56 % der Stimmen gegen den Demokraten Matthew Zeller durch. Am 18. November legte Reed seinen Amtseid ab. Die Amtseinführung verzögerte sich um zwei Tage, weil er aufgrund eines akuten Thrombus ins Krankenhaus der George Washington University eingeliefert werden musste. Da er bei den folgenden drei Wahlen 2016, 2018 und 2020 jeweils wiedergewählt wurde, kann er sein Mandat bis heute ausüben. Seine aktuelle Legislaturperiode im Repräsentantenhaus des 117. Kongresses läuft noch bis zum 3. Januar 2023. Bis zum Jahr 2013 vertrat er den 29. Wahldistrikt seines Staates im Repräsentantenhaus. Seither ist er Repräsentant des 23. Wahlkreises. Gemeinsam mit seinem demokratischen Kollegen Josh Gottheimer aus New Jersey gründete Reed 2017 den Problem Solvers Caucus, eine Arbeitsgruppe von Abgeordneten beider Parteien zur Findung überparteilicher Lösungen.
Reed trat am 10. Mai 2022 nach Vorwürfen sexuellen Fehlverhaltens als Mitglied des Repräsentantenhauses zurück. Sein Nachfolger wurde Joe Sempolinski.
Tom Reed ist verheiratet und Vater zweier Kinder. Er ist römisch-katholischen Glaubens und lebt in Corning.